# Charles Lemontier
Charles Lemontier est un acteur français né le 21 avril 1894 à Toul et mort le 28 mai 1965 en son domicile dans le 8e arrondissement de Paris.

## Filmographie

### Années 1930
- 1932 : Bouillabaisse de Roger Lion (court métrage)
- 1932 : Y'en a pas deux comme Angélique de Roger Lion
- 1933 : Judex 34 de Maurice Champreux
- 1933 : La Rue sans nom de Pierre Chenal : Cloueur
- 1933 : Trois Balles dans la peau de Roger Lion : Un inspecteur de police
- 1934 : L'Article 382 (ou La Montre) de Christian-Jaque (moyen métrage)
- 1933 : Byrrh-cass gagnant de Pierre Weill (court métrage)
- 1933 : Le Chat et la Souris de Rozier-Beaumont (court métrage)
- 1934 : Compartiment de dames seules de Christian-Jaque : Firmin
- 1934 : Le Père Lampion de Christian-Jaque : Prosper
- 1934 : La Porteuse de pain de René Sti
- 1934 : Alcide Pépie de René Jayet (court métrage)
- 1934 : Lui...ou...elle de Roger Capellani (moyen métrage)
- 1934 : Piano à vendre de René Jayet (court métrage)
- 1934 : Torture de Roger Capellani (moyen métrage)
- 1934 : Un bœuf sur la langue de Christian-Jaque (court métrage)
- 1935 : Crime et Châtiment de Pierre Chenal : Pestriakov
- 1935 : La Famille Pont-Biquet de Christian-Jaque
- 1935 : Sacré Léonce de Christian-Jaque : Le chauffeur
- 1935 : Son Excellence Antonin de Charles-Félix Tavano
- 1935 : La Sonnette d'alarme de Christian-Jaque : Ludovic
- 1935 :  Sous la griffe de Christian-Jaque : Pietro
- 1935 : Ernest a le filon d' Andrew F. Brunelle (court métrage)
- 1935 : Mon curé fait des miracles d'Albert Depondt (moyen métrage)
- 1935 : La Ronde du brigadier Bellot de Raymond Ruffin (moyen métrage)
- 1936 : Coup de vent de Jean Dréville et Giovacchino Forzano, pour la version italienne.
- 1936 : L'Assaut de Pierre-Jean Ducis
- 1936 : Au son des guitares de Pierre-Jean Ducis
- 1936 : L'École des journalistes de Christian-Jaque : Le brigadier - il est également le scénariste du film
- 1936 : Gigolette de Yvan Noé
- 1936 : Œil de lynx, détective   de  Pierre-Jean Ducis
- 1936 : On ne roule pas Antoinette de Paul Madeux : Le domestique
- 1936 : Quand minuit sonnera de Léo Joannon
- 1936 : Rigolboche de Christian-Jaque : Le régisseur - film ressorti en 1941 sous le titre Reine de Paris
- 1936 : Sept hommes, une femme de Yves Mirande : Julien
- 1936 : Concurrence / Les fortiches de Walter Kapps (court métrage)
- 1936 : Exempt de service d'Andrew F. Brunelle (court métrage)
- 1937 : Au soleil de Marseille de Pierre-Jean Ducis
- 1937 : Cinderella de Pierre Caron
- 1937 : Les Dégourdis de la 11e de Christian-Jaque :  L'assistant de Mr Burnous
- 1937 : François Ier de Christian-Jaque : M de La Palisse
- 1937 : Monsieur Breloque a disparu de Robert Péguy
- 1937 : Le Porte-veine d'André Berthomieu
- 1937 : Aventure hawaïenne de Raymond Leboursier (court métrage)
- 1938 : Alexis gentleman chauffeur / Le Grand raid de Max de Vaucorbeil : L'assistant
- 1938 : Conflit / Les Sœurs Garnier de Léonide Moguy
- 1938 : Deux de la réserve de René Pujol
- 1938 : Le Dompteur de Pierre Colombier
- 1938 : Un fichu métier de Pierre-Jean Ducis : Un banquier
- 1938 : La Rue sans joie d'André Hugon
- 1938 : La Piste du sud de Pierre Billon : Le sergent Horn
- 1938 : Prince Bouboule ou Business de Jacques Houssin : Charly
- 1938 : Trois valses de Ludwig Berger : Le maître d'hôtel
- 1938 : Le Petit Chose de Maurice Cloche : Le commis
- 1939 : Cas de conscience de Walter Kapps : Le reporter de radio-cité
- 1939 : Grey contre X de Pierre Maudru et Alfred Gragnon
- 1939 : Ma tante dictateur ou Monsieur Nicolas, nourrice de René Pujol
- 1939 : Sur le plancher des vaches de Pierre-Jean Ducis : Papillon
- 1939 : Le Veau gras de Serge de Poligny

### Années 1940
- 1941 : Caprices de Léo Joannon : Le maître d'hôtel
- 1941 : Cartacalha, reine des gitans de Léon Mathot : Jean d'Agon
- 1941 : Ici l'on pêche de René Jayet : Le pêcheur
- 1942 : Les Ailes blanches de Robert Péguy : Belin
- 1942 : Le Camion blanc de Léo Joannon : Le père de Germaine
- 1942 : Coup de feu dans la nuit ou Secrets de famille de Robert Péguy : Armand
- 1942 : Forte Tête de Léon Mathot : Leroy
- 1942 : Huit hommes dans un château de Richard Pottier : Le cuisinier
- 1942 : Malaria de Jean Gourguet
- 1943 : Adémaï bandit d'honneur de Gilles Grangier : L'instituteur
- 1943 : Le Carrefour des enfants perdus de Léo Joannon : M. Gerbaud
- 1943 : Ceux du rivage ou Vent de Noroit de Jacques Séverac : Le brigadier de gendarmerie
- 1943 : La Collection Ménard de Bernard Roland : Le maître d'hôtel
- 1943 : Lucrèce de Léo Joannon : Le second commanditaire
- 1944 : Mademoiselle X de Pierre Billon : L'employé des pompes funèbres
- 1945 : 120, rue de la Gare de Jacques Daniel-Norman : Un inspecteur
- 1945 : Master Love de Robert Péguy
- 1945 : Nuits d'alerte de Léon Mathot : Le cheminot
- 1945 : Roger la Honte d'André Cayatte
- 1945 : Trente et Quarante de Gilles Grangier
- 1946 : Le Cabaret du grand large de René Jayet : Le commissaire
- 1946 : L'Homme au chapeau rond de Pierre Billon : Le médecin
- 1946 : L'Homme de la nuit de René Jayet : La Fosse
- 1946 : Martin Roumagnac de Georges Lacombe : Bonnemain, le bistrot
- 1946 : Le Père tranquille de René Clément : Le père Charles
- 1946 : Triple enquête de Claude Orval
- 1947 : Miroir de Raymond Lamy : L'inspecteur Ballestra
- 1947 : Le Diamant de cent sous de Jacques Daniel-Norman
- 1947 : Mandrin de René Jayet : L'abbé
- 1947 : Ruy Blas de Pierre Billon : Le comte de Camporel
- 1947 : Une mort sans importance de Yvan Noé : Le docteur
- 1948 : Les Condamnés de Georges Lacombe : M. Lebourgeois
- 1948 : L'échafaud peut attendre d'Albert Valentin : L'inspecteur Sorbier
- 1948 : Bagarres de Henri Calef : M. Leroux
- 1948 : Piège à hommes de Jean Loubignac
- 1948 : Le Secret de Mayerling de Jean Delannoy : Loschek
- 1948 : Le Secret de Monte-Cristo d'Albert Valentin : Antoine Hallu
- 1948 : Sombre dimanche de Jacqueline Audry : Le commissaire
- 1948 : Une paire de gifles de Jean Loubignac (court métrage)
- 1949 : L'Ange rouge, de Jacques Daniel-Norman : L'inspecteur Lerouge
- 1949 : Amédée de Gilles Grangier : M. Legros
- 1949 : Amour et compagnie de Gilles Grangier : Un membre du conseil d'administration
- 1949 : Au revoir M. Grock de Pierre Billon : M. Durand
- 1949 : Envoi de fleurs de Jean Stelli : Un membre du « chat noir »
- 1949 : Nous avons tous fait la même chose de René Sti
- 1949 : Prélude à la gloire ou Symphonie passionnée de Georges Lacombe
- 1949 : Le 84 prend des vacances de Léo Joannon : L'ingénieur
- 1949 : Le Dernier Quart d'heure de René Jayet (court métrage)
- 1949 : Un fin limier de Georges Jaffé (court métrage)

### Années 1950
- 1950 : Atoll K de Léo Joannon : L'ambassadeur
- 1950 : Le Gang des tractions-arrière de Jean Loubignac : Sanzun
- 1950 : Les Joyeux Pélerins d'Alfred Pasquali : Le chef de gare
- 1950 : Maria du bout du monde de Jean Stelli
- 1950 : Minne, l'ingénue libertine de Jacqueline Audry
- 1950 : Né de père inconnu de Maurice Cloche : Le président
- 1950 : Les Petites Cardinal de Gilles Grangier : M. Jacquelin
- 1950 : La Vie chantée de Noël-Noël
- 1950 : L'Affaire Dugommier de Jean Loubignac (court métrage)
- 1950 : Deux cœurs...sur la route de Jean Perdrix (moyen métrage)
- 1950 : Meurtre dans la nuit de Jean Perdrix (court métrage)
- 1950 : Pluche et Ploche bureaucrates de Jean Loubignac (moyen métrage)
- 1951 : Au pays du soleil de Maurice de Canonge : Le juge d'instruction
- 1951 : Le Chéri de sa concierge de René Jayet : Le commissaire
- 1951 : Drôle de noce de Léo Joannon : M. Désiré
- 1951 : Ma femme, ma vache et moi de Jean Devaivre
- 1951 : Piedalu à Paris de Jean Loubignac : Le préfet
- 1951 : Procès au Vatican d'André Haguet : Le docteur
- 1951 : Joyeux réveillon de Jean Loubignac (court métrage)
- 1952 : Les Détectives du dimanche de Claude Orval
- 1952 : La Fugue de monsieur Perle de Roger Richebé : Le médecin
- 1952 : Nous sommes tous des assassins d'André Cayatte : Le procureur
- 1952 : Piédalu fait des miracles de Jean Loubignac
- 1952 : Tourbillon d'Alfred Rode
- 1953 : Mon gosse de père de Léon Mathot
- 1953 : Le Chasseur de chez Maxim's de Henri Diamant-Berger : M. Gunelet
- 1953 : Le Défroqué de Léo Joannon : L'entrepreneur des pompes funèbres
- 1953 : Les Enfants de l'amour de Léonide Moguy : Un membre du comité
- 1953 : Faites-moi confiance de Gilles Grangier : L'huissier
- 1953 : Gamin de Paris de Georges Jaffé
- 1953 : Jeunes Mariés ou Histoire de brigands, de Gilles Grangier : Le docteur
- 1953 : Mandat d'amener ou Monsieur le procureur de Pierre Louis : Le docteur
- 1953 : Le Petit Jacques de Robert Bibal
- 1953 : La rafle est pour ce soir de Maurice Dekobra
- 1953 : Mam'zelle Nitouche de Yves Allégret : Un général
- 1954 : Minuit... Champs-Élysées de Roger Blanc
- 1954 : La Nuit d'Austerlitz de Stellio Lorenzi
- 1954 : Nana de Christian-Jaque : Le vétérinaire
- 1954 : Opération Tonnerre de Gérard Sandoz : Le professeur Desforges
- 1954 : Poisson d'avril de Gilles Grangier : M. André
- 1954 : La Castiglione (La Contessa di Castiglione) de Georges Combret : Le directeur de l'opéra
- 1955 : À la manière de Sherlock Holmes de Henri Lepage : M. Leblond
- 1955 : Le Couteau sous la gorge de Jacques Séverac : Le proviseur
- 1955 : Le Dossier noir d'André Cayatte : Un journaliste
- 1955 : La Madelon de Jean Boyer : L'aumonier
- 1956 : L'Aventurière des Champs-Élysées de Roger Blanc
- 1956 : C'est arrivé à Aden de Michel Boisrond
- 1956 : L'Homme à l'imperméable de Julien Duvivier : Le décorateur
- 1956 : Mademoiselle et son gang de Jean Boyer : Le président du tribunal
- 1956 : Mitsou de Jacqueline Audry : Un associé de Duroy-Lelong
- 1956 : Le Pays d'où je viens de Marcel Carné
- 1956 : Quelle sacrée soirée ou Nuit blanche et rouge à lèvres de Robert Vernay
- 1956 : Reproduction interdite ou Meurtre à Montmartre de Gilles Grangier : M. Delcommube
- 1957 : La Blonde des tropiques d'André Roy : scénariste et dialoguiste
- 1957 : Le Désert de Pigalle de Léo Joannon : Le clochard
- 1957 : Alerte aux Canaries d'André Roy : le commandant
- 1957 : La Garçonne de Jacqueline Audry
- 1957 : Méfiez-vous fillettes de Yves Allégret : Un client de l'hôtel de passe
- 1957 : Pot-Bouille de Julien Duvivier : Un passant
- 1957 : Trois jours à vivre de Gilles Grangier
- 1957 : Une Parisienne de Michel Boisrond : Un solliciteur
- 1957 : Ariane (Love in the afternoon) de Billy Wilder : Un général
- 1958 : Drôle de phénomènes de Robert Vernay
- 1958 : Madame et son auto de Robert Vernay
- 1958 : Maxime de Henri Verneuil : Le médecin
- 1958 : Messieurs les ronds-de-cuir de Henri Diamant-Berger : Un joueur de cartes
- 1958 : Le Petit Prof de Carlo Rim : Le concierge du lycée
- 1958 : Tant d'amour perdu de Léo Joannon
- 1958 : Les Vignes du Seigneur de Jean Boyer : Le professeur Duvernier
- 1959 : Visa pour l'enfer d'Alfred Rode
- 1959 : Le Baron de l'écluse de Jean Delannoy : Un employé du casino
- 1959 : Les Canailles de Maurice Labro
- 1959 : 125, rue Montmartre de Gilles Grangier
- 1959 : Marie des Isles de Georges Combret
- 1959 : Le Septième Jour de Saint-Malo de Paul Mesnier
- 1959 : Énigme aux Folies Bergère de Jean Mitry : M. Courvoisier

### Années 1960
- 1960 : Tête folle de Robert Vernay
- 1961 : L'assassin est dans l'annuaire de Léo Joannon
- 1962 : Assurance sur la vie de Jean-Claude Roy (court métrage)